# Heterocyathus hemisphaericus
Espèce
Statut CITES
Heterocyathus hemisphaericus est une espèce de coraux appartenant à la famille des Caryophylliidae.